# Мартыненко, Андрей Анатольевич
Андре́й Анато́льевич Мартыненко (укр. Андрій Анатолійович Мартиненко; род. 18 июля 1978, Александрия, Кировоградская область) — украинский футболист, выступавший на позициях полузащитника и защитника

## Биография
Воспитанник александрийского футбола, занимался в местных ДЮСШ-2 и ДОСШ «Кристалл». Во взрослом футболе дебютировал в 1994 году, в составе фарм-клуба александрийской «Полиграфтехники» — команды «Полиграфтехника-Кристалл», выступавшей в любительском чемпионате Украины. В сезоне 1997/98 играл в чемпионате Винницкой области за «Мортиру» из Калиновки, а в 1998 году выступал в чемпионате Украины среди любителей за «Сулу» (Лубны). 1999 год провел в составе «Полиграфтехники», однако в основной команде на поле ни разу не появился. В том же году, в составе сборной Украины среди любителей, отправился на любительский чемпионат Европы, где команда, под руководством Юрия Коваля и Павла Яковенко завоевала бронзовые награды. В 2000 году перешёл в, возглавляемую Ковалем, кировоградскую «Звезду», выступавшую в высшем дивизионе чемпионата Украины. В высшей лиге дебютировал 18 марта 2000 года, на 85-й минуте выездного матча против запорожского «Металлурга» заменив Александра Соболя. Всего в дебютном сезоне провёл пять матчей в элитном дивизионе, однако это не спасло команду от последнего места в турнирной таблице. После вылета остался в «Звезде» и провёл за кировоградский клуб полноценный сезон в первой лиге, появляясь на поле в большинстве матчей.
В 2001 году вернулся в «Полиграфтехнику», вышедшую в высшую лигу, в которой выступал на протяжении полутора сезонов, проведя 11 матчей в чемпионате и 1 игру в плей-офф за право выступать в высшем дивизионе. Также в июле-августе того же года провёл 3 матча в первой лиге за «Звезду». 2003 начал уже в «Звезде», в составе которой стал победителем первой лиги. Провёл ещё один чемпионат в Кировограде, по итогам которого команда вновь заняла последнее место в турнирной таблице высшей лиги. Клуб стал испытывал серьёзные финансовые трудности и не смог заявиться на первую лигу, в связи с чем его покинули практически все игроки предыдущего состава, включая Мартыненко, который вернулся в «Александрию». Проведя за команду 4 матча в 2004 году, стал игроком ивано-франковского «Спартака», однако играл только за вторую команду клуба (представлявшую город Калуш). Затем, в 2005 году вернулся в родной город, где подписал контракт с местным муниципальным клубом, также называвшимся «Александрия», в составе которого и завершил карьеру. Последнюю игру на профессиональном уровне провёл в 2006 году. По завершении выступлений играл в любительском чемпионате Украины за «Холодный Яр» из Каменки, а также за ряд клубов, выступавших в чемпионате Кировоградской области

### Тренерская карьера
По окончании карьеры работал детским тренером в александрийской ДЮСШ «Аметист». В 2021 году, после создания академии футбольного клуба «Александрия», стал тренером команд 2006 и 2009 годов рождения

## Достижения
- Победитель первой лиги Украины: 2002/03